# Valeur faciale (timbre)
Pour les articles homonymes, voir valeur faciale.

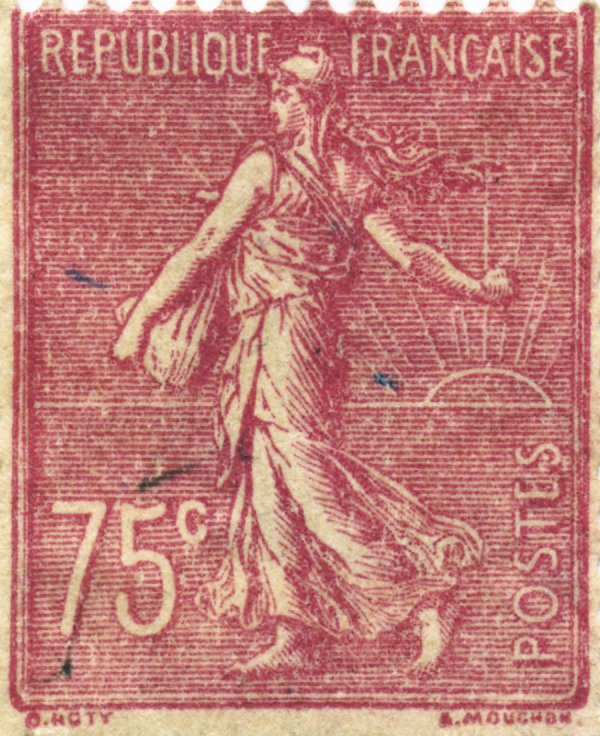
Timbre d'une valeur faciale de 75 centimes.

La valeur faciale d'un timbre-poste ou d'un timbre fiscal est la valeur à laquelle il est vendu et qui permet de prouver que l'utilisateur a suffisamment affranchi son pli ou son acte. L'affranchissement variant selon le poids du pli, la dimension de l'acte et parfois la distance entre le bureau de dépôt et le destinataire, chaque émission comporte souvent plusieurs timbres de valeurs faciales différentes.
Un affranchissement nécessite un ou plusieurs timbres ; la somme de leurs valeurs faciales doit être égale ou supérieure au tarif postal ou fiscal.
Si la somme est inférieure, l'opérateur postal taxe le pli et va réclamer au destinataire la somme manquante et une pénalité s'il veut obtenir le courrier.

## Adéquation de la valeur faciale des timbres-poste avec les tarifs
En général, les postes émettent des timbres dont la valeur faciale correspond aux principaux tarifs. Par exemple, en France, les quatre tarifs de base sont :
- la lettre non urgente (« lettre verte ») de moins de 20 grammes auquel correspond actuellement un timbre d'usage courant vert ;
- la lettre de moins de 20 grammes (timbre d'usage courant rouge) ;
- la lettre de moins de 20 grammes pour l'Europe (timbre d'usage courant bleu) ;
- la lettre de moins de 20 grammes pour le reste du monde (timbre d'usage courant violet).

Depuis les années 1980 et de plus en plus fréquemment pendant les années 1990, certaines administrations postales émettent des timbres sans valeur faciale monétaire (à partir de la Marianne du Bicentenaire en France), ou avec une inscription donnant leur utilisation permanente (Ist sur type Machin pour la lettre au Royaume-Uni). Cette permanence de la valeur d'usage d'un timbre a eu lieu en même temps que l'apparition des timbres autocollants pour une rapidité d'emploi par l'usager.

## Les surcharges

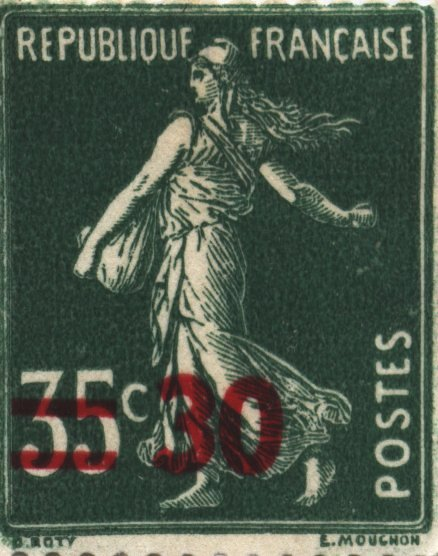
Surcharge à cause de pénurie (1941)

Les surcharges permettent aux administrations postales ou fiscales de changer la valeur faciale d'un timbre. Au cours des décennies, les raisons ont été :
- faire face à une inflation rapide, comme dans l'Allemagne au temps de la République de Weimar ;
- écouler un stock d'invendus alors que les tarifs ou le régime ont changé ;
- pallier l'épuisement du stock, comme ce fut le cas pour certaines surcharges sur les timbres français des Colonies générales, à la fin du XIXe siècle, pour faire face aux besoins en cas de naufrage ou de retard des vaisseaux livrant de métropole les approvisionnements en timbres, ou comme ce fut le cas en temps de guerre, pour les surcharges des Îles Féroé séparées de leur métropole par l'invasion allemande du Danemark (cf. Histoire philatélique des îles Féroé), ou pour les surcharges fiscales les colonies françaises libres (AEF) ou vichystes (Antilles), pour parer aux conséquences du blocus des communications ;
- pouvoir se servir de timbres d'un pays à l'étranger en les libellant en monnaie locale et en indiquant leur lieu d'utilisation. Ce fut le cas de nombreux bureaux de poste des puissances européennes dans leurs bureaux en Chine ou dans l'Empire ottoman ;
- célébrer un événement particulier sans devoir émettre un timbre pour cette circonstance. Par exemple, la surcharge pour le Congrès Philatélique de Bordeaux — 1923 sur une émission Merson antérieure ;
- modifier la destination ou l'usage d'une émission précédente. Par exemple, les deux Merson surchargés « Poste aérienne » en 1927 ;
- apporter une surtaxe liée à la vente du timbre au profit d'une cause ou en cas d'urgence nationale sans pour autant modifier sa valeur d'affranchissement. Cela se produisit après la rupture du barrage de Fréjus en 1959. Une surcharge de « +5 » fut apposée sur le timbre « Marianne à la nef » en vigueur.

## Le cas des timbres de franchise
Certains timbres dits « de Franchise » sont émis pour assurer le port gratuit à certaines personnalités officielles ou organismes privés d'intérêt général.
Ces figurines sont alors généralement dépourvues de valeur faciale, celle-ci étant remplacée par une mention de franchise. C'est le cas, par exemple des trois derniers timbres-poste de franchise militaire français émis à partir de 1947 (cf. Franchise militaire).
C'est aussi le cas en Espagne ou la mention « Franquicia postal » ou « Franquicia concedida » a remplacé la valeur faciale sur les figurines de franchise mise à la disposition des parlementaires ou d'œuvres de bienfaisance.
Il en est de même lorsque la franchise est fiscale, et réside par conséquent dans une exemption de droit de timbre : c'est alors la mention « Gratis » qui figure sur la figurine à utiliser dans ce cas.
Mais en d'autres cas, la franchise est mentionnée sous la forme d'une surcharge apposée sur les timbres normaux et donc dotés d'une valeur faciale. C'est le cas pour les timbres surchargés « F.M » ou « F » en France ou « OHMS » (On His Majesty's Service) en Grande-Bretagne. C'est évidemment alors la mention de franchise qui l'emporte sur la valeur faciale.
Il existe cependant des cas où des timbres de franchise ont été émis avec des valeurs faciales. C'est ainsi qu'en Italie, dans les années 1920, des séries timbres de franchise, pourvus de valeurs faciales variées ont été mis à la disposition des associations de mutilés de guerre et des bibliothèques populaires. Il s'agissait alors de permettre à la poste de comptabiliser le manque à gagner résultant de ces franchises, de façon à lui permettre de justifier sa gestion.